# Marshall (Carolina del Nord)
Marshall és una població dels Estats Units i seu del comtat de Madison a l'estat de Carolina del Nord. Segons el cens del 2000 tenia 840 habitants.

## Demografia
Segons el cens del 2000, Marshall tenia 842 habitants, 390 habitatges i 225 famílies. La densitat de població era de 92,7 habitants per km².
Dels 390 habitatges en un 23,1% hi vivien nens de menys de 18 anys, en un 39,2% hi vivien parelles casades, en un 15,4% dones solteres, i en un 42,3% no eren unitats familiars. En el 37,9% dels habitatges hi vivien persones soles el 19,5% de les quals corresponia a persones de 65 anys o més que vivien soles. El nombre mitjà de persones vivint en cada habitatge era de 2,12 i el nombre mitjà de persones que vivien en cada família era de 2,81.
Per edats la població es repartia de la següent manera: un 21,7% tenia menys de 18 anys, un 6,8% entre 18 i 24, un 28,3% entre 25 i 44, un 22% de 45 a 60 i un 21,2% 65 anys o més.
L'edat mediana era de 40 anys. Per cada 100 dones de 18 o més anys hi havia 75,5 homes.
La renda mediana per habitatge era de 24.188 $ i la renda mediana per família de 36.250 $. Els homes tenien una renda mediana de 26.172 $ mentre que les dones 22.875 $. La renda per capita de la població era de 16.245 $. Entorn del 13,7% de les famílies i el 23,4% de la població estaven per davall del llindar de pobresa.

## Poblacions més properes
El següent diagrama mostra les poblacions més properes.